# Abdul Hamid I
Abdul Hamid I (hay còn gọi là Abdülhamid I) (20 tháng 3 năm 1725 – 7 tháng 4 năm 1789) là vị sultan thứ 27 của đế quốc Ottoman. Ông đã trị vì từ năm 1774 cho đến năm 1789.
Abdul Hamid là con trai của Sultan Ahmed III, em trai của sultan Mustafa II và là cha của hai vị sultan Mustafa IV và Mahmud II. Sau khi anh trai Mustafa II qua đời vì đau tim, Abdul Hamid đã lên kế vị ngai vàng Đế quốc Ottoman. 

## Cuộc sống đầu đời
Abdul Hamid sinh ngày 20 tháng 3 năm 1725, tại Constantinople. Ông là con trai út của Sultan Ahmed III (trị vì 1703–1730) và người vợ Rabia Şermi Kadın. Ahmed III thoái vị để ủng hộ cháu trai là Mahmud I, người sau đó được kế vị bởi anh trai của Abdul Hamid là Osman III. Là người thừa kế tiềm năng ngai vàng, Abdul Hamid bị anh em họ và anh trai giam giữ theo thông lệ cho đến năm 1767. Trong thời gian này, ông được mẹ Rabia Şermi giáo dục sớm, người đã dạy ông lịch sử và thư pháp.

## Triều đại

### Lên ngôi
Vào ngày Mustafa mất, 21 tháng 1 năm 1774, Abdul Hamid lên ngôi với một buổi lễ được tổ chức tại cung điện. Ngày hôm sau, lễ tang của Mustafa III được tổ chức. Vị vua mới đã gửi một lá thư cho Đại tể tướng Serdar-ı Ekrem Muhsinzade Mehmed Pasha ở mặt trận và thông báo cho ông ta tiếp tục cuộc chiến chống lại Đế quốc Nga. Vào ngày 27 tháng 1 năm 1774, ông đã đến Nhà thờ Hồi giáo Eyüp Sultan, nơi ông được trao Thanh kiếm Osman.

## Tiểu sử

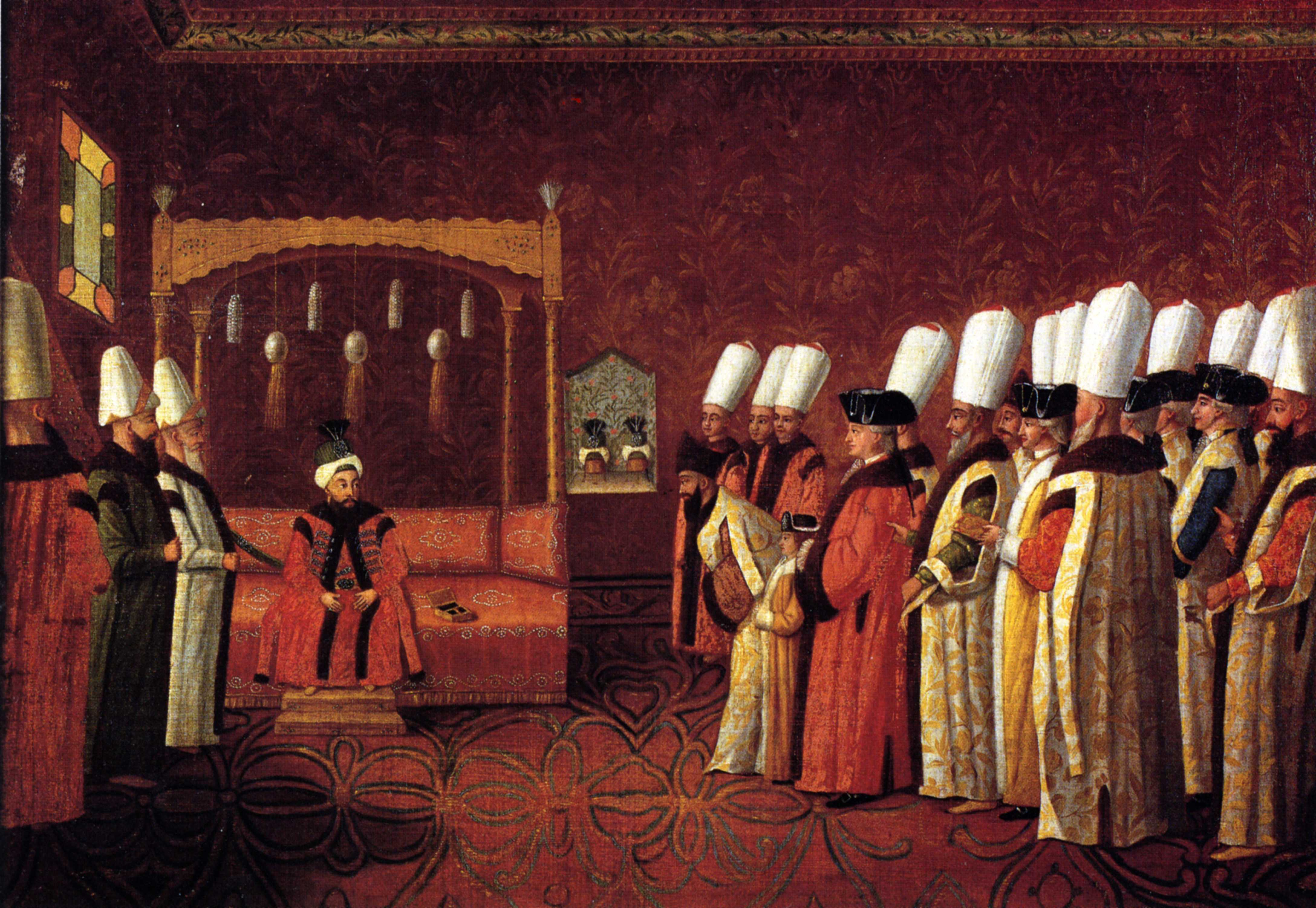
Abdul Hamid I tiếp kiến sứ thần Hà Lan Van Dedem cùng với con trai 11 tuổi của vị sứ thần này, ngày 28 tháng 11 năm 1785

Abdul Hamid I được sinh ra tại kinh đô Istanbul. Là con trai của sultan Ahmed III (1703-30) và Rabia Semi Sultana. Thuở nhỏ, Abdul Hamid có được một nền giáo dục tốt do người mẹ đề xướng, ông được học môn lịch sử và viết thư pháp.
Ngày 21 tháng 1 năm 1774, sau khi vua anh Mustafa III (1757-1774) bệnh mất, Abdul Hamid I lên nối ngôi.
Abdul Hamid I được đánh giá là một ông vua rất thương dân. Ông đã đề xướng nhiều cải cách. Trong vụ hỏa hoạn năm 1782, ông đã cho lính cứu hỏa đi dập tắt. Vì vậy, nhà vua trở nên được lòng dân. Ngoài ra, vua Abdul Hamid rất sùng đạo nên người đời gọi ông là Veli (thánh).
Dưới thời Abdul Hamid I, quân đội Ottoman thành công trong việc dập tắt các cuộc nổi dậy ở Syria và Morea. Ông nhượng Hãn quốc Krym, một chư hầu của đế quốc Ottoman cho đế quốc Nga trong hiệp ước năm 1774. Năm 1788, Ottoman mất Ochakov về tay người Nga.
Abdul Hamid I qua đời năm 1789, hưởng thọ 64 tuổi, sau khi ngồi trên ngai cao được 15 năm, 2 tháng, 17 ngày. Được chôn cất ở Bahcekapi.

## Gia quyến

### Các vợ của Abdul Hamid I
- Ayse Sine-perver Sultana
- Naksh-i Dil Sultana
- Hatice Ruh-shah
- Huma Shah
- Ayse
- Binnaz
- Dilpezir
- Mehtable
- Mils-i Na-yab
- Mu'teber
- Nevres
- Mihriban

### Các con của Abdul Hamid I

#### Hoàng tử
- Mustafa IV
- Mahmud II
- Murad
- Nusret
- Mehmed
- Ahmed
- Suleyman

#### Công chúa

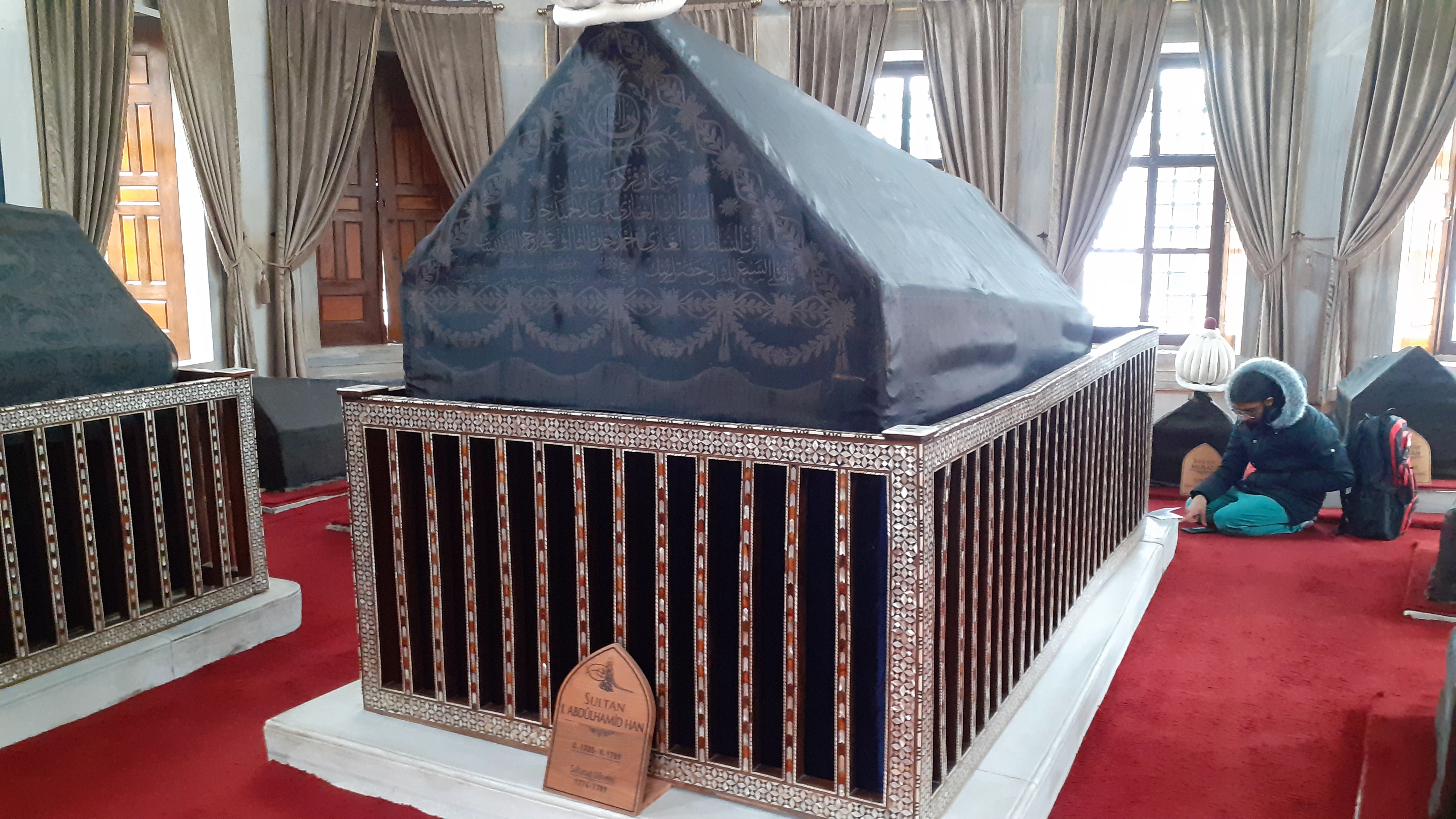
Mộ phần Abdul Hamid I tại Bahcekapi.

- Esma
- Emine
- Mộ phần Abdul Hamid I tại Bahcekapi.Rabia
- Saliha
- Alimsah
- Durusehvar
- Fatma
- Meliksah
- Hibetullah Zekiye